# Уйма
Уйма — река в России, протекает в Ловозерском районе Мурманской области. Длина реки — 54 км, площадь водосборного бассейна — 616 км².
Начинается из небольшого озера к юго-востоку от горы Ягодная (302,8 м.), лежащего на высоте 268,6 метра над уровнем моря, затем огибает гору с юга. В дальнейшем течёт по заболоченной тундре, покрытой мхами и лишайниками, с отдельными зарослями кустарников, в северо-западном направлении до озера Уймъявр. После него меняет направление течения на западное и впадает с востока в Серебрянское водохранилище на высоте 154 метра над уровнем моря. Ранее устье реки находилось в 130 км по правому берегу реки Воронья. Скорость течения воды — 0,2 м/с. Ширина реки в верховьях — 8 метров при глубине в 0,3 м; в низовьях — 47 и 0,9 м соответственно. В среднем течении порожиста.

## Притоки
- 8,4 км: Монвэйе[3] (лв)
- Нюхчвэйе[3] (лв)
- Нызанвэйе[3] (пр)
- 18 км: Собачий[3] (пр)
- Туйбола[3] (лв)
- 29 км: Поганый[3] (пр)
- 33 км: Веймйок[3].

## Данные водного реестра
По данным государственного водного реестра России, относится к Баренцево-Беломорскому бассейновому округу, водохозяйственный участок реки — Воронья от истока до гидроузла Серебрянское 1, включая озеро Ловозеро, речной подбассейн отсутствует. Речной бассейн реки — бассейны рек Кольского полуострова, впадает в Баренцево море
.